# Шакарвай
Шакарвай (лит. Šakarvai) — небольшое озеро в восточной части Литвы, расположенное на территории Аукштайтского национального парка.

## Расположение
Озеро Шакарвай находится на территории Игналинского района в 10 километрах к западу от Игналины. Лежит на высоте 138,5 метров.

## Описание
Площадь озера составляет 0,771 км². Длина 2,35 км, ширина до 0,45 км. Средняя глубина 18 метров, наибольшая — 40 метров. Берега озера низменные, большая часть заросла лесами. На севере Шакарвай соединяется с озером Лушяй, на юге из озера вытекает ручей, впадающий в озеро Жейменос. К южному берегу Шакарвая подходит дорога 114 Молетай — Калтаненай — Игналина. У озера находятся деревни Шакарва и Друтунай.

## Галерея
- Вид на Шакарвай из села Друтунай[лит.]
- Озеро в октябре
- Вид на озеро из села Шакарва